# Szwedzkie Szańce
Szwedzkie Szańce (ok. 650 m n.p.m.) – ziemne umocnienia w Masywie Śnieżnika, w Sudetach.
Resztki umocnień ziemnych, które prawdopodobnie zostały wykonane podczas wojny trzydziestoletniej przez wojska szwedzkie. Szańce znajdują się poniżej Drogi Staromorawskiej niem. Schweden-Weg, na północno-wschodnim stoku wzniesienia Stroma (808 m n.p.m.) i na południowo-wschodnim zboczu wzniesienia Skalista Kopa w grzbiecie szczytu Zawada na północ od  Przełęczy Staromorawskiej, w lesie świerkowym regla dolnego.

## Szlaki turystyczne
biegnie tędy szlak turystyczny:
- E3 Nowa Morawa - Kamienica[1].